# Tour BMW
 (août 2021).
Si vous disposez d'ouvrages ou d'articles de référence ou si vous connaissez des sites web de qualité traitant du thème abordé ici, merci de compléter l'article en donnant les références utiles à sa vérifiabilité et en les liant à la section « Notes et références ».
La tour BMW (ou BMW-Vierzylinder : « quatre-cylindres BMW » en allemand), est un gratte-ciel de style moderne situé en Bavière, à Munich. Construit entre 1968 et 1972 sur le site industriel historique fondé en 1911 par le cofondateur de BMW Gustav Otto, le bâtiment héberge le siège social international du constructeur automobile. Il est classé dans la liste des monuments de Bavière (de) depuis 1999.

## Historique
En 1911, au début de l'ère industrielle de l'aviation, Gustav Otto transforme un terrain du nord de Munich en aérodrome. Il y fonde la fabrique Gustav Otto Flugmaschinenfabrikun (littéralement « Usine de machines volantes Gustav Otto », qu'il rebaptise « BMW » en 1917, avec son associé Karl Rapp). 

Inventeurs du moteur à explosion, et fondateurs de BMW
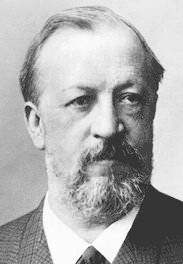
Nikolaus Otto (1832-1891).
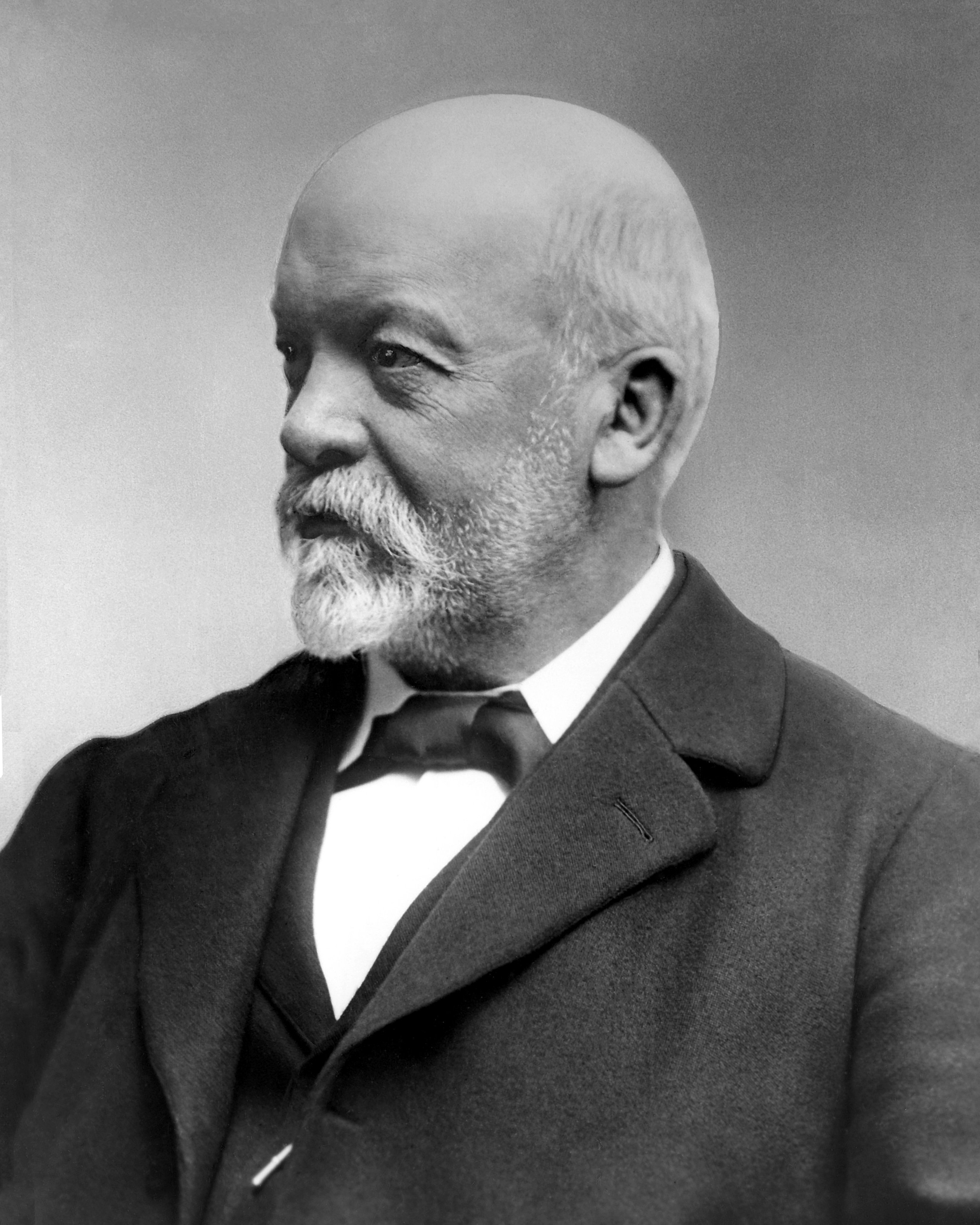
Gottlieb Daimler (1834-1900).
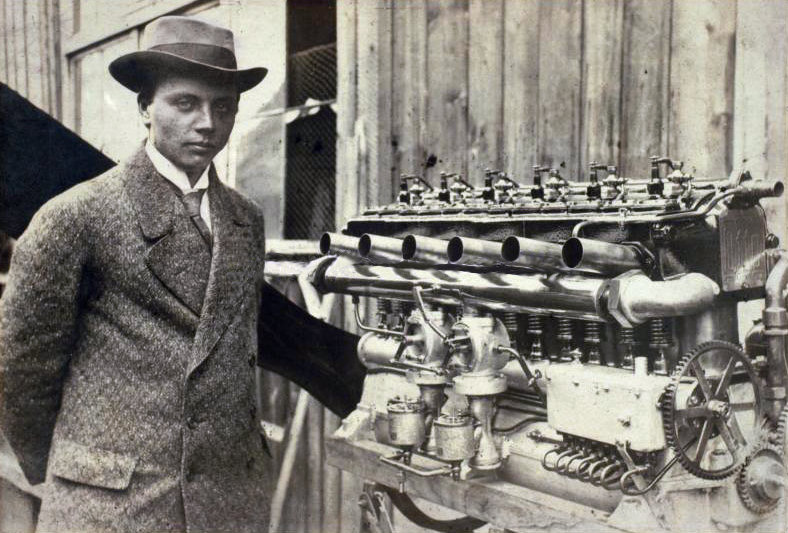
Gustav Otto (1883-1926), fondateur de BMW entre 1911 et 1917 .
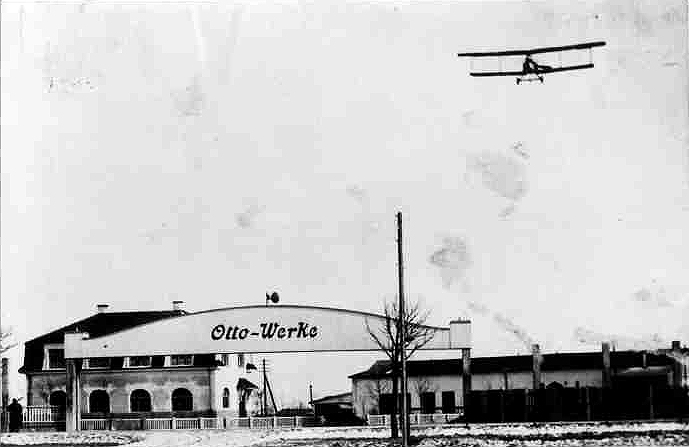
Fondation de l'usine historique BMW, en 1911.

L'industrie fabrique des moteurs d'avions réputés, avions, motos, camions et voitures, sur les bases des premiers moteur à combustion et explosion / moteur à allumage commandé / moteur à quatre temps industrialisés, inventés par son père Nikolaus Otto et Gottlieb Daimler. Le célèbre écusson rond BMW de 1917, symbolise une hélice d'avion, aux couleurs blanc et bleu de la Bavière.

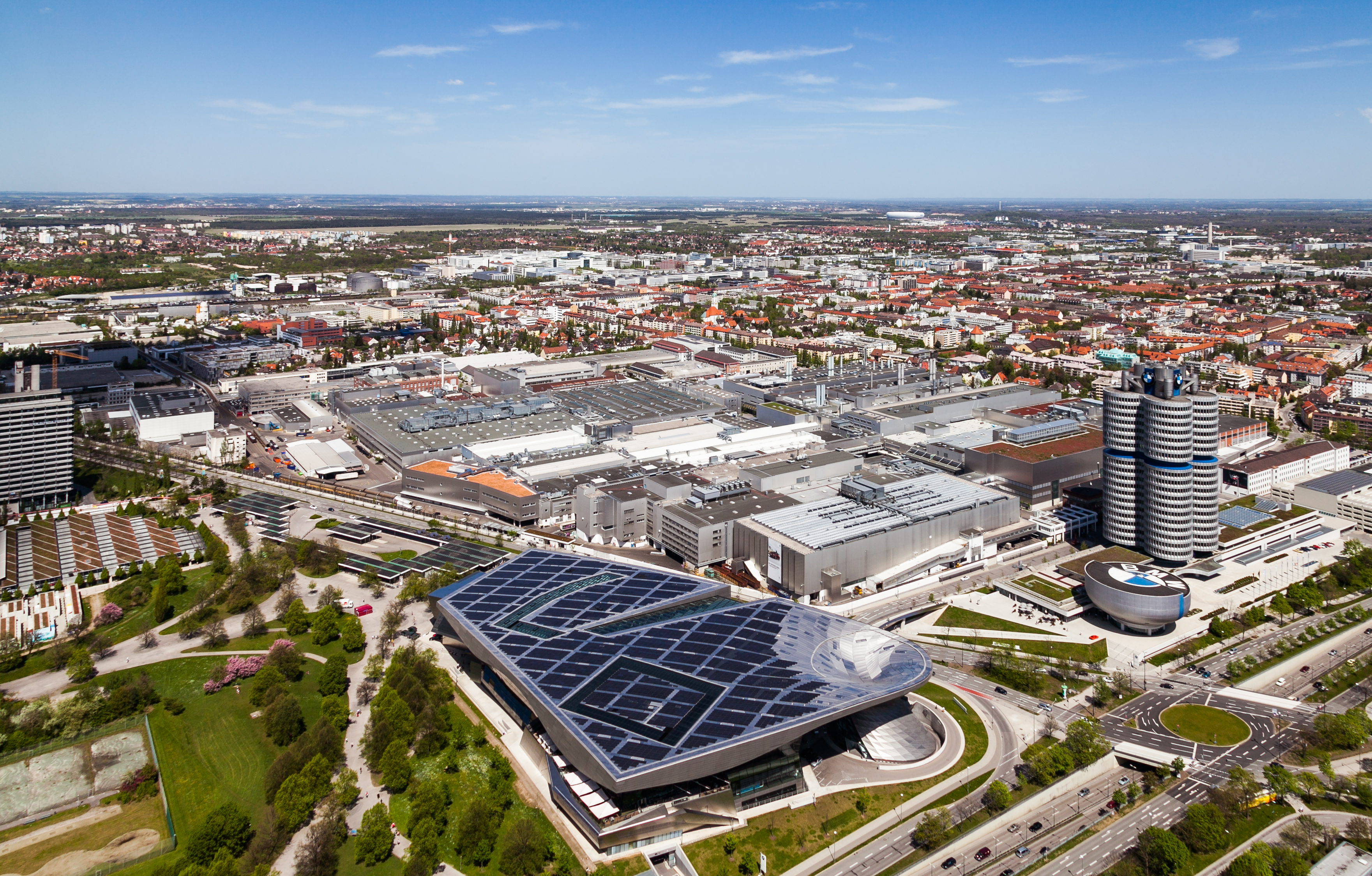
Site industriel et siège BMW de Munich.
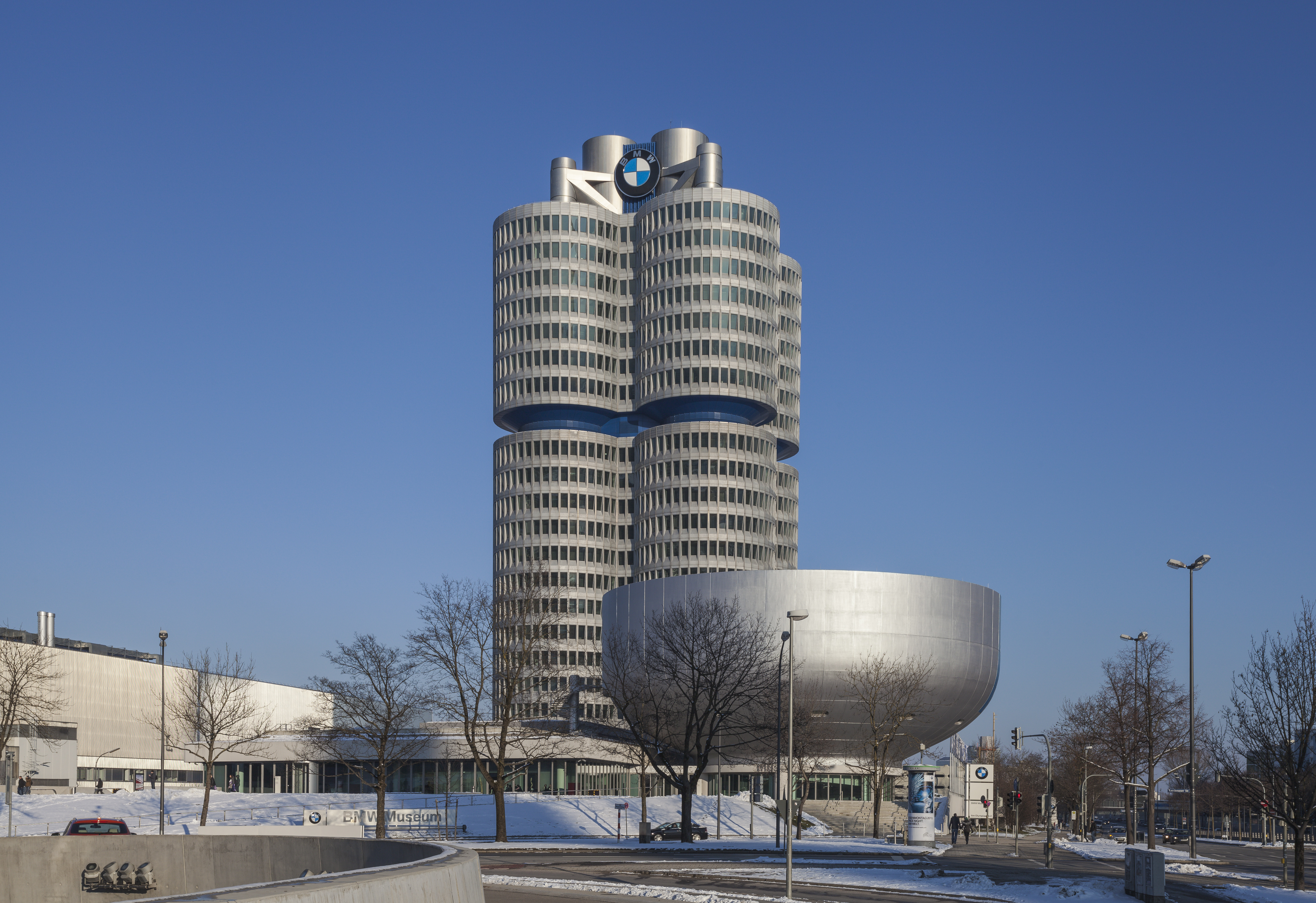
Tour et Musée BMW.
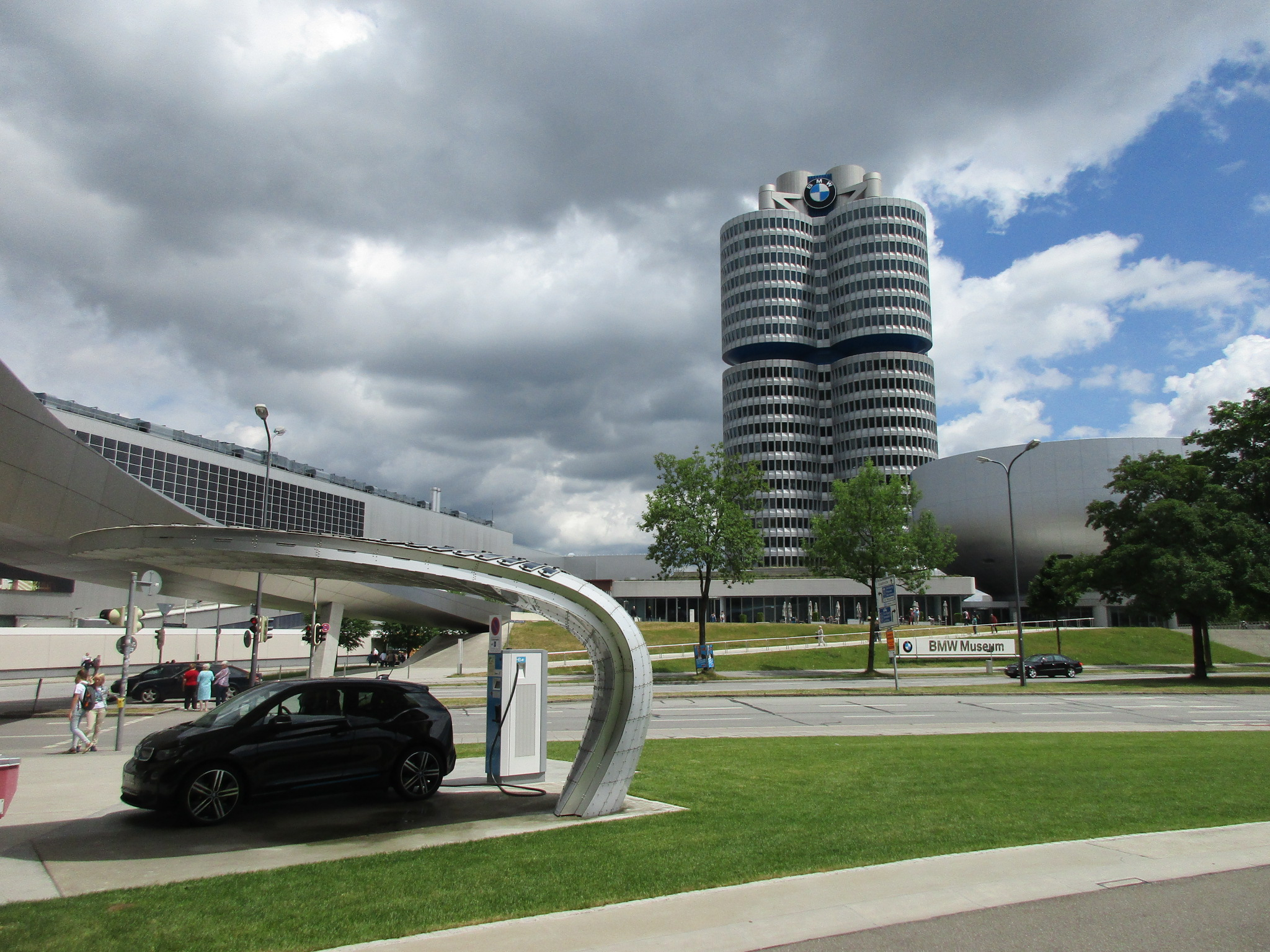
Vue depuis le showroom BMW Welt.

Entre 1968 et 1972, l'architecte autrichien Karl Schwanzer construit la tour BMW. Celle-ci emprunte la forme de quatre cylindres verticaux positionnés en carré et symbolisant les cylindres mécaniques d'un moteur à pistons. Le bâtiment de béton et aluminium est terminé en même temps que le parc olympique de Munich voisin, pour l'ouverture des Jeux olympiques d'été de 1972 de Munich. Il est alors le plus haut et le plus remarquable gratte-ciel de Munich avec 99,5 m de hauteur, 52,3 m de diamètre, et 72 000 m2 de surface sur vingt-deux étages, dont dix-huit de bureaux, et deux de sous-sols. La tour est inaugurée le 18 mai 1973, après les jeux olympiques, avec le musée BMW.
Entre 2004 et 2006, d'importants travaux sont entrepris pour rénover l'édifice. Le showroom BMW Welt voisin est construit pour la Coupe du monde de football 2006 en Allemagne, et inauguré le 17 octobre 2007.

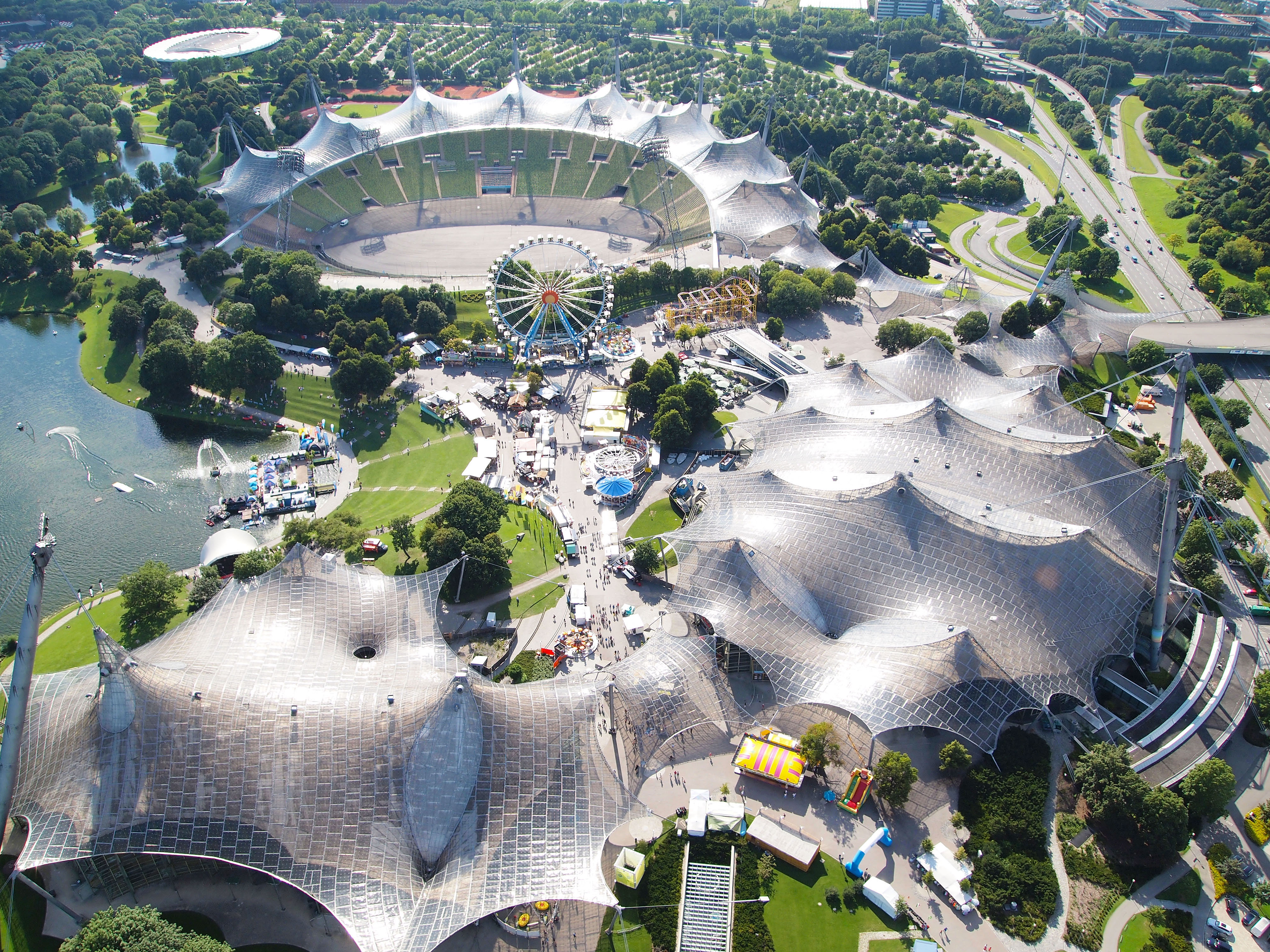
Parc olympique de Munich voisin, des Jeux olympiques d'été de 1972.
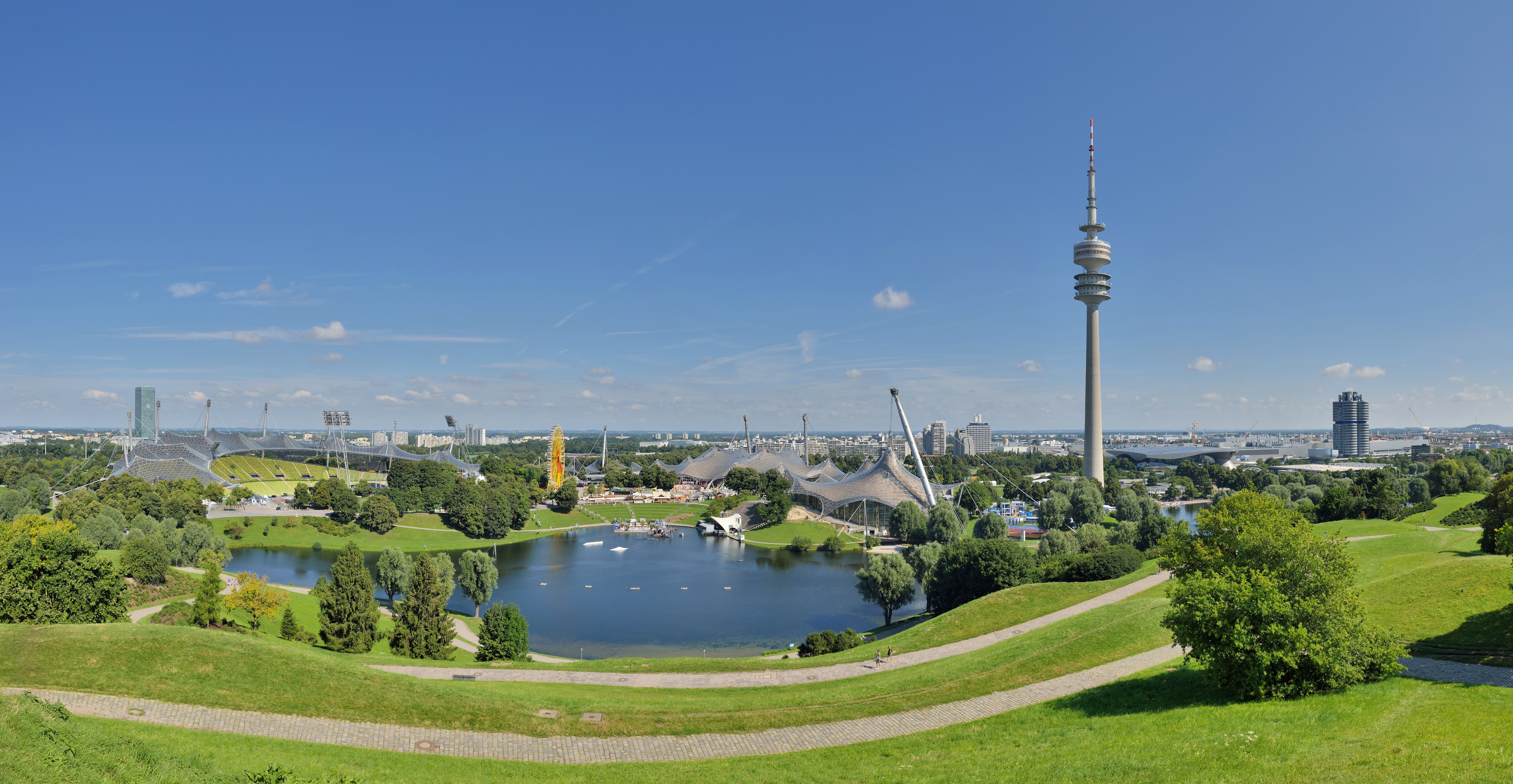
Parc olympique de Munich, et Tour BMW.
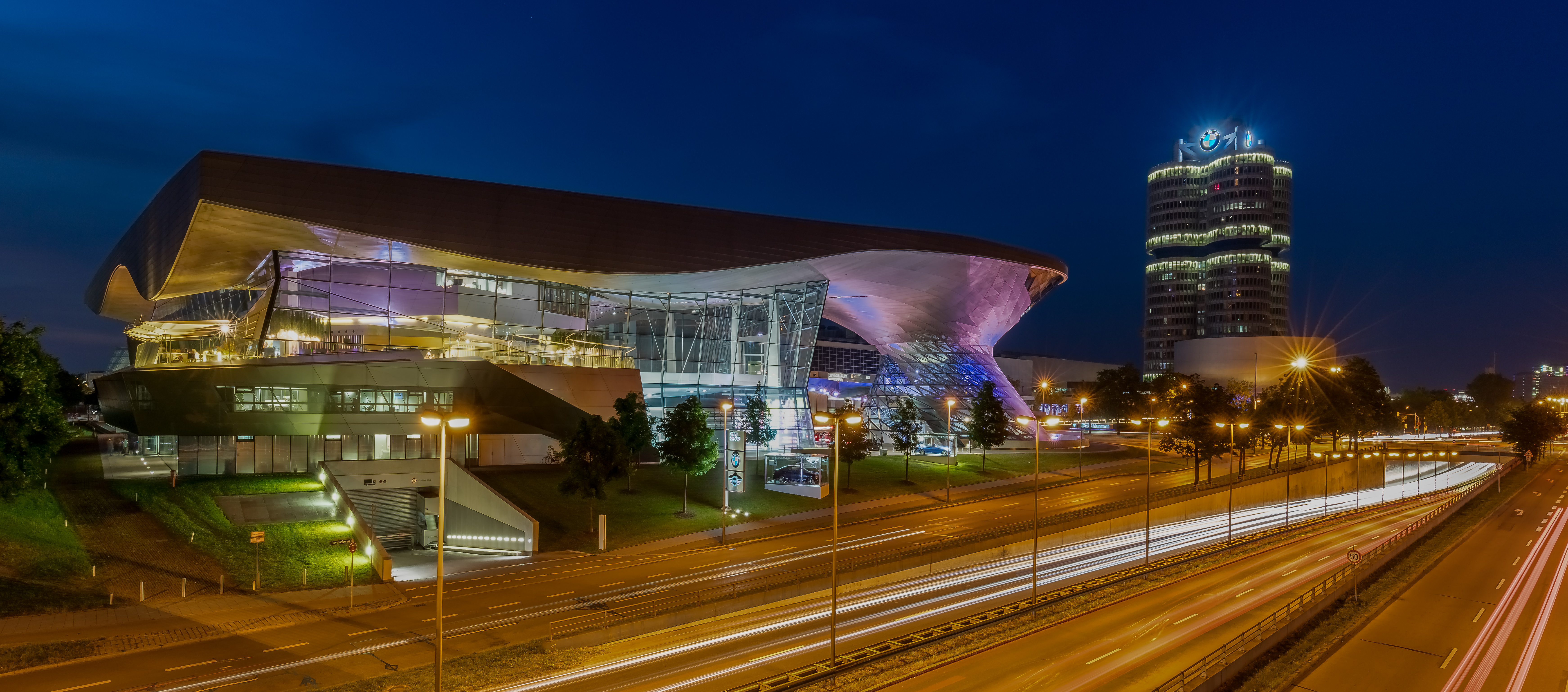
Showroom BMW Welt voisin.